# ترارسانی نوری بینایی

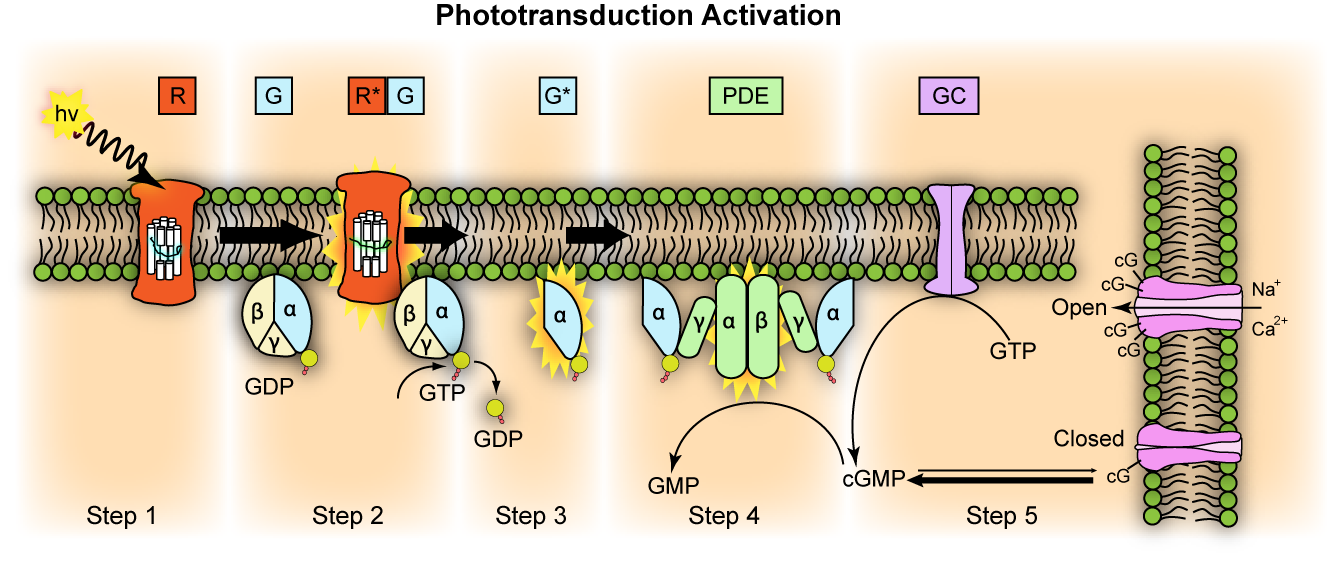
نمایش مراحل مولکولی در فعال‌سازی نوری (اصلاح‌شده از Leskov و همکاران، 2000). دیسک غشایی بیرونی در یک میله به تصویر کشیده شده‌است. مرحله ۱: فوتون حادثه (hν) جذب شده و یک رودوپسین را با تغییر ساختاری در غشای دیسک به R* فعال می‌کند. مرحله ۲: در مرحله بعد، R* تماس‌های پیاپی با مولکول‌های ترارسانش برقرار می‌کند و فعال شدن آن را به G* با آزادسازی GDP محدود در ازای GTP سیتوپلاسمی، که زیرواحدهای β و γ آن را دفع می‌کند، کاتالیز می‌کند. مرحله 3: G* به زیرواحدهای بازدارنده γ فسفودی استراز (PDE) متصل می‌شود و زیرواحدهای α و β آن را فعال می‌کند. مرحله 4: PDE فعال شده cGMP را هیدرولیز می‌کند. مرحله ۵: گوانیلیل سیکلاز (GC) cGMP، دومین پیام‌رسان در آبشار انتقال نوری را سنتز می‌کند. سطوح کاهش‌یافته cGMP سیتوزولی باعث بسته شدن کانال‌های نوکلئوتیدی حلقوی می‌شود و از هجوم بیشتر Na ^{+} و Ca2 ^{+} جلوگیری می‌کند.

ترارسانی نوری بینایی (به انگلیسی: Visual phototransduction) فرایند ترارسانی سیستم بینایی است که توسط آن نور برای ایجاد تکانه‌های عصبی در سلول‌های میله‌ای و سلول‌های مخروطی در شبکیه چشم در انسان و دیگر مهره‌داران تشخیص داده می‌شود. این متکی به چرخه بینایی، دنباله‌ای از واکنش‌های بیوشیمیایی است که در آن یک مولکول شبکیه‌ای متصل به اپسین تحت ایزومریزاسیون نوری قرار می‌گیرد، آبشاری را آغاز می‌کند که سیگنال تشخیص فوتون را می‌دهد، و به‌طور غیرمستقیم به ایزومر حساس به نور خود برای استفاده دوباره بازگردانده می‌شود. ترارسانی نور در برخی از بی‌مهرگان مانند مگس میوه به فرآیندهای مشابهی وابسته است.

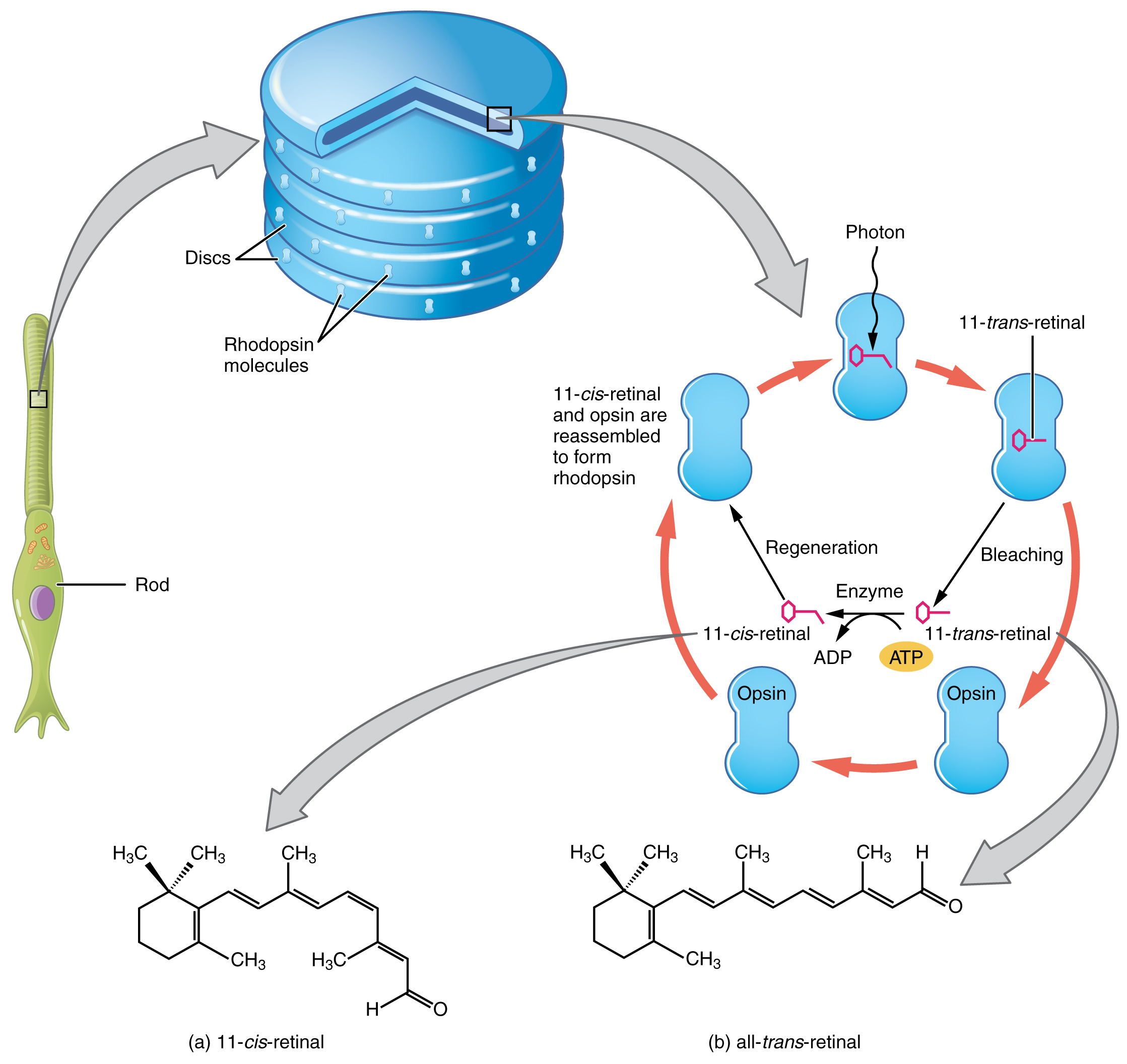
جذب نور سبب تغییر ایزومر در مولکول شبکیه می‌شود.

## گیرنده‌های نوری
سلول‌های گیرنده نوری که در بینایی مهره‌داران نقش دارند، میله‌ای، مخروطی و سلول‌های گانگلیونی حساس به نور (ipRGCs) هستند. این سلول‌ها دارای کروموفور (11- cis -retinal، آلدئید ویتامین A1 و بخش جذب‌کننده نور) هستند که به پروتئین غشای سلولی، اپسین، متصل است. میله‌ای‌ها با سطح نور کم سروکار دارند و بینایی رنگ را واسطه نمی‌کنند. از سوی دیگر، مخروطی‌ها می‌توانند رنگ یک تصویر را از طریق مقایسه خروجی‌های سه نوع مخروطی مختلف کدگذاری کنند. هر نوع مخروطی بهترین واکنش را به طول موج‌ها یا رنگ‌های خاصی از نور نشان می‌دهد، زیرا هر نوع دارای اپسین کمی متفاوت است. سه نوع مخروطی L, M و S هستند که به ترتیب به طول موج‌های بلند (رنگ مایل به قرمز)، طول موج‌های متوسط (رنگ سبز) و طول موج‌های کوتاه (رنگ مایل به آبی) پاسخ بهینه می‌دهند. انسان‌ها دارای دید در روشنایی سه‌رنگ هستند که از سه کانال فرایند حریف تشکیل شده‌است که دید رنگی را امکان‌پذیر می‌کند.